# Звезда Вольфа — Райе
Звёзды Во́льфа — Райе́ — тип звёзд, для которых характерны очень высокие температуры и светимости, а также наличие ярких эмиссионных линий различных элементов в спектре. Эти звёзды массивны и, как правило, находятся на поздних стадиях своей эволюции, содержат мало водорода, но богаты гелием и испускают сильный звёздный ветер. Они достаточно редки, концентрируются к галактической плоскости и часто встречаются в тесных двойных системах. Кроме того, у этих звёзд наблюдается переменность.
Этот класс звёзд назван по фамилиям астрономов Шарля Вольфа и Жоржа Райе, впервые обративших внимание на особенности спектров таких звёзд в 1867 году.

## Свойства

### Основные характеристики
Звёзды Вольфа — Райе — в большинстве своём массивные звёзды на поздних стадиях эволюции, лишившиеся практически всей водородной оболочки, но богатые гелием и сжигающие его в своём ядре. Некоторые очень массивные звёзды главной последовательности, содержащие достаточно водорода и сжигающие в ядре именно его, имеют схожие характеристики и также классифицируются как звёзды Вольфа — Райе (см. ниже).
Для звёзд Вольфа — Райе характерны очень высокие эффективные температуры — от 25 до 200 тысяч K, а следовательно, и очень большие светимости — абсолютная звёздная величина таких звёзд может достигать −7m. Массы звёзд Вольфа — Райе составляют от 5 M⊙, в среднем — 10 M⊙. При этом у них наблюдается сильный звёздный ветер, скорости вещества в котором превышают 1000—2000 км/с, что приводит к потере звездой массы 10−6—10−4 M⊙ в год и обогащению межзвёздного вещества тяжёлыми элементами.
Около половины звёзд Вольфа — Райе принадлежат тесным двойным системам, в которых второй компонент — чаще всего звезда спектрального класса O или B с массой больше, чем у звезды Вольфа — Райе, благодаря этому массы компонент часто можно измерить напрямую. Звёзды Вольфа — Райе концентрируются в основном в плоскости диска галактики — средняя удалённость таких звёзд от плоскости галактики составляет около 85 парсек. Кроме того, они довольно редки: по теоретическим оценкам, в Млечном Пути их 1—2 тысячи, а открыто их всего несколько сотен. Благодаря своей светимости, они могут наблюдаться на больших расстояниях: например, 30 таких звёзд известно в Галактике Андромеды.
Со звёздами Вольфа — Райе связано понятие галактик Вольфа — Райе — это те галактики, в которых не удаётся разрешить отдельные звёзды, но их спектр свидетельствует о наличии большого числа — сотен или тысяч — звёзд Вольфа — Райе в некоторых областях. Сами такие галактики — это галактики со вспышкой звездообразования.

### Спектральные характеристики
Главной особенностью спектров звёзд Вольфа — Райе является наличие сильных эмиссионных линий различных элементов: H I, He I—II, N III—V, C III—IV, O III—V, в то время как у обычных звёзд наблюдаются линии поглощения. Интенсивность излучения в линиях может в 10—20 раз превышать интенсивность в соседних участках непрерывного спектра, а ширина линий составляет 50—100 ангстрем, что указывает на сильный звёздный ветер. Похожие спектры наблюдаются у некоторых ядер планетарных туманностей, но их массы и светимости гораздо меньше, чем у звёзд Вольфа — Райе.
Хотя эффективная температура звёзд Вольфа — Райе очень велика, непрерывная часть спектра излучения имеет не такую высокую температуру: её цветовая температура в видимом диапазоне составляет лишь 10—20 тысяч K. При этом вещество, эмиссионные линии которого наблюдаются в спектре, имеет потенциал ионизации до 100 эВ, что соответствует температуре в 100 тысяч K.
В спектрах звёзд Вольфа — Райе у эмиссионных линий наблюдается падение интенсивности излучения ниже континуума в их синей части, то есть, поглощение в более коротких волнах, чем те, на которых происходит эмиссия. Такие особенности явно указывают на потерю массы звездой и они носят название «профили P Лебедя» (англ. P Cygni profiles) по названию звезды P Лебедя, у которой линии имеют такой же вид.

### Переменность
Звёзды Вольфа — Райе относятся к эруптивным переменным звёздам. Их изменения блеска носят неправильный характер, а амплитуда этих изменений в полосе V составляет до 0,1m. Считается, что их переменность вызвана непостоянством их звёздного ветра.

## Классификация
В спектральной классификации звёзды Вольфа — Райе выделены в отдельный класс W или WR. Этот класс, в свою очередь, делится на три последовательности (или три типа) по виду спектра: азотную (WN), углеродную (WC) и кислородную (WO) — в спектрах звёзд этих последовательностей преобладают, соответственно, линии азота, углерода и кислорода. Кроме того, в спектрах звёзд WN и WC присутствуют слабые линии водорода.
Последовательность этих типов WN—WC—WO рассматривается как эволюционная (см. ниже): принадлежность звезды к той или иной последовательности определяется долей потерянного вещества, которая увеличивается со временем. Звёзды кислородной последовательности встречаются наиболее редко — всего известно лишь 9 таких звёзд.
Каждая из этих последовательностей разделяется дополнительно на подклассы по отношению интенсивностей линий одного и того же вещества в разных степенях ионизации. Азотная последовательность делится на 8 подклассов от WN2 до WN9 (иногда добавляются WN10 и WN11), углеродная — на 6 подклассов от WC4 до WC9, кислородная — на подклассы WO1—WO4. Некоторые звёзды имеют промежуточный вид спектров между азотной и углеродной последовательностью и выделяются в отдельный класс WN/C. Как и в спектральной классификации обычных звёзд, подклассы, обозначенные меньшим числом, называются ранними, а большим — поздними, звёзды более ранних подклассов имеют более высокую температуру.
 Звёзды класса O и звёзды Вольфа — Райе иногда оказываются трудноразличимыми по характеристикам. Звёзды обоих классов имеют очень высокие температуры, при этом спектры некоторых звёзд класса O имеют эмиссионные линии, а спектры звёзд Вольфа — Райе могут иметь линии водорода. Это приводит к тому, что некоторые наиболее массивные звёзды главной последовательности, сжигающие в ядре водород, а не гелий, классифицируются как звёзды азотной последовательности Вольфа — Райе, и их обозначают WNh, а не WN. К этому типу, например, относится самая массивная звезда из известных — R136a1. Кроме того, некоторые звёзды с промежуточными параметрами относят сразу к двум классам: например, O3 If*/WN6. Для таких звёзд используется английское название «slash stars», и в большинстве случаев они являются звёздами, всё ещё сжигающими водород в ядре.

## Эволюция
Большинство звёзд Вольфа — Райе являются звёздами на поздних стадиях эволюции, которые лишились практически всего водорода и сжигают гелий в ядре. В таком состоянии звезда проводит очень малое по астрономическим меркам время: менее 3⋅105 лет. Возраст таких звёзд также невелик и не превышает нескольких миллионов лет. Чтобы стать звездой Вольфа — Райе, она должна потерять большую часть своей водородной оболочки, которая затем может наблюдаться как туманность Вольфа — Райе вокруг звезды. При формировании масса таких звёзд составляет в среднем 30—40 M⊙, но в ходе эволюции они теряют значительную часть своего вещества и на стадии звезды Вольфа — Райе их масса в среднем составляет около 10 M⊙. Это может произойти по двум причинам:
- В случае одиночной звезды, если та имеет массу более 25 M⊙, после схода с главной последовательности и превращения в сверхгигант у неё может начаться сильное истечение вещества внешних слоёв — в основном водорода — в окружающее пространство из-за большой светимости, и звезда превращается сначала в яркую голубую переменную, а затем в звезду Вольфа — Райе[8][9].

- В тесной двойной системе с компонентами достаточно большой массы более массивная звезда раньше завершает главную последовательность и начинает увеличиваться в размере. В какой-то момент она заполняет свою полость Роша и вещество её внешних слоёв начинает перетекать к другой звезде. Таким образом от более массивной звезды остаётся гелиевое ядро, в котором идёт горение гелия, и звезда становится звездой Вольфа — Райе. В результате от неё остаётся компактный объект, и когда вторая звезда сходит с главной последовательности, то уже от неё масса начинает перетекать к компактному объекту, и изначально менее массивная звезда тоже может стать звездой Вольфа — Райе[9][22][23].

Звёзды Вольфа — Райе со временем теряют массу, что приводит к изменению их состава на поверхности, а вместе с ним и спектра. Таким образом, одна и та же звезда в разное время принадлежит к разным последовательностям (см. выше): сначала это WN, затем WC. Звёзды типа WO очень редки и плохо изучены, и предположительно, на этой стадии звезда либо заканчивает синтезировать углерод из гелия, либо в ней уже сжигаются элементы тяжелее гелия. По этим причинам стадия WO должна длиться очень короткое время — 103—104 лет, кроме того, считается, что через неё проходят лишь звёзды с начальными массами 40—60 M⊙.
В конечном итоге звёзды Вольфа — Райе завершают свою жизнь взрывом сверхновой и превращением в нейтронную звезду или чёрную дыру. Тип сверхновой зависит от начальной массы звезды: если она превышает 40 M⊙, то сверхновая имеет тип Ib, если не превышает — Ic. Взрыв звезды Вольфа — Райе как сверхновой может порождать гамма-всплески.

### Звёзды типа WNh
Звёзды типа WNh, несмотря на то, что их внешние характеристики похожи на таковые у остальных звёзд Вольфа — Райе, находятся на начальной стадии своей эволюции и сжигают в ядре водород, а не гелий. Такие звёзды обладают значительно большими массами: более 75 M⊙. После этой стадии такие звёзды теряют часть массы, становятся яркими голубыми переменными, а затем снова становятся звёздами Вольфа — Райе, но уже бедными водородом.

## История изучения
В 1867 году астрономы Шарль Вольф и Жорж Райе, работавшие в Парижской обсерватории, обнаружили три звезды в созвездии Лебедя, в спектрах которых наблюдались сильные эмиссионные линии. По фамилиям этих астрономов новый тип звёзд и получил своё название.
В 1930 году Карлайл Билз предположил существование двух последовательностей звёзд Вольфа — Райе: азотной и углеродной, а в 1933 году его предположение подтвердилось. В 1938 году Международным астрономическим союзом для них были приняты обозначения WN и WC соответственно. Кислородная последовательность WO была выделена значительно позже, в 1970-е годы, а до этого звёзды, относящиеся к ней, считали звёздами ранних подклассов углеродной последовательности.
В 1943 году Георгий Гамов выдвинул гипотезу, объяснявшую аномальный химический состав звёзд Вольфа — Райе: согласно его гипотезе вещество, выработанное в термоядерных реакциях в ядре, в этих звёздах находится на поверхности, но эта идея не была общепринятой до конца XX века.